# Kongerunde
En kongerunde (alternativt en dronningerunde når den danske monark er kvinde) er en proces i dansk politik forud for dannelsen af en regering, typisk efter et folketingsvalg. Efter opfordring fra partierne udpeger den regerende monark, for nuværende Frederik X, en kongelig undersøger med opdrag til at lede regeringsforhandlingerne. Den kongelige undersøger er ofte den formodede kommende statsminister, som har vundet et valg.
En kongerunde kan udløses af regeringens afgang, når en ny regering ikke umiddelbart er parat til at tage over. Det kan ske når en regering træder tilbage efter at have tabt et valg, efter at være kommet i mindretal eller efter et mistillidsvotum til statsministeren. Kongen modtager forslag til forhandlingsleder fra partierne i Folketinget, og han udpeger derefter den person der har flest mandater bag sig. Det er i reglen den blok i Folketinget der har fået flertal efter et valg. Partier som ikke har tillid til nogen af blokkenes ledere, eller som vil være uafhængige, vælger ofte at pege på deres egen partileder som forhandlingsleder, hvilket er en måde at markere sig på, ikke nødvendigvis en tro på at personen har chance for at blive udpeget.
Det er i dag almindeligt at partierne i forud for valget tilkendegiver hvem de vil støtte som statsminister. I de seneste år er det blevet almindeligt at partierne indgiver deres bud på en forhandlingsleder skriftligt til kongen. Nogle partier skriver udførlige politiske krav i deres brev. Det har ikke nogen praktisk betydning, da kongen blot udpeger den der har flest mandater.

## Historie
Proceduren blev indført som politisk praksis i 1909, men reglerne er ikke beskrevet i en lov. Begrebet "kongelig undersøger" har været brugt siden 1968, da Hilmar Baunsgaard dannede VKR-regeringen under Margrethe II's regeringstid (1972-2024). Introduktionen af betegnelsen "dronningerunde" ses at have sammenhæng med forhandlingerne om regeringsskiftet i 1974-1975, og har siden hendes søn Frederik X's overtagelse af tronen 14. januar 2024 været kendt som en kongerunde.

### Regeringsskiftet 1982
Anker Jørgensens regering trådte den 10. september 1982 tilbage uden at udskrive folketingsvalg, efter at den ikke kunne skabe flertal for en håndtering af de økonomiske vanskeligheder. I praksis havde de Radikale ikke længere tillid til regeringen. I dronningerunden pegede et flertal på Poul Schlüter som forhandlingsleder, og han dannede derefter firkløverregeringen.

### Regeringsskiftet 1993
Efter at være blevet kritiseret i en undersøgelse om Tamilsagen i 1992, trådte statsminister Poul Schlüter tilbage den 15. januar 1993 uden at udskrive valg. Efter en dronningerunde dannede Poul Nyrup Rasmussen regering.

### Folketingsvalget 2007
I valgkampen op til folketingsvalget 2007 ville partiet Ny Alliance kun pege på Anders Fogh Rasmussen som kongelig undersøger, ikke som statsministerkandidat.

### Folketingsvalget 2019
Forud for valget havde partierne i den borgerlige blok peget på Lars Løkke Rasmussen som forhandlingsleder, mens rød blok pegede på Mette Frederiksen. Alternativet pegede på partiets egen leder Uffe Elbæk som en selvstændig "grøn blok". Nye Borgerlige ville pege på en borgerlig regeringsleder, hvis denne ville opfylde partiets krav.

### Folketingsvalget 2022
Efter valget 1. november 2022 udnævnte Margrethe II den 2. november siddende statsminister Mette Frederiksen til kongelig undersøger, og 15. december blev en regering dannet.  Dette var den sidste dronningerunde under Margrethe II, der 14. januar 2024 abdicerede tronen til sin søn Frederik X, hvorefter processen har været kendt som en kongerunde.

## Fremgangsmåde
En kongerunde kan forekomme af flere årsager ved udpegelsen af en ny regering. Det mest almindelige scenarie er et regeringsskifte efter et folketingsvalg, hvor den parlamentariske situation har forrykket sig, således at den tidligere regering ikke længere har mandat til at fortsætte. Dette var navnlig tilfældet efter folketingsvalget i 2019. I sådanne tilfælde begærer den siddende statsminister sin afsked og indkalder de øvrige partiledere til en kongerunde. Statsministeren kan dog også blive siddende ved stadig opbakning i Folketinget. Ved tvivl om den parlamentariske situation kan statsministeren vælge at blive siddende, og Folketinget må da rejse et mistillidsvotum efter Grundlovens § 15, stk. 2, hvis ikke der er opbakning til statsministeren længere. Kongerunder kan også forekomme uden folketingsvalg, hvis en statsminister mener at have tabt opbakningen i Folketinget eller bliver udsat for et mistillidsvotum, og statsministeren ikke ønsker at udskrive nyvalg. Et statsministerskifte kan dog også forekomme uden en kongerunde til at afgøre den nye statsminister. Dette sker navnlig, hvis den siddende statsminister forlader embedet uden en ændring i den parlamentariske situation, så der ikke opstår tvivl om regeringens opbakning i Folketinget. Her overtager den nye partileder af statsministerens parti sædvanligvis posten uden en kongerunde, som det var tilfældet, da Lars Løkke Rasmussen overtog efter Anders Fogh Rasmussen, eller da Anker Jørgensen overtog fra Jens Otto Krag i 1972.
Kongerundens fremgangsmåde er ikke beskrevet i lovgivningen. Kongens rolle i regeringsdannelsen bygger på Grundlovens § 14, der fastslår, at kongen udnævner og afskediger statsministeren og de øvrige ministre. Kongerunden finder dog i praksis sted på den fungerende statsministers ansvar, da monarken er ansvarsfri og udøver sine beføjelser gennem ministrene, som det fremgår af Grundlovens §§ 12-14. Der kræves desuden en kontrasignatur til enhver statshandling, der udføres af monarken, inklusiv udpegelsen af en statsminister. Kongen har derfor ingen selvstændig kompetence, men alene en formel rolle, i forbindelse med en kongerunde. En regering kan ikke udpeges, hvis den forventes at blive mødt af et mistillidsvotum straks efter sin udnævnelse. Derudover gælder det princip, at det er den tiltrædende statsminister, der kontrasignerer sin egen udnævnelse og samtidig afskedigelsen af den afgående statsminister og regering. Disse tre principper er i den juridiske litteratur blevet beskrevet som hhv. den processuelle kompetenceregel, den materielle kompetenceregel og den personelle kompetenceregel. Det er ikke et retligt krav, at den fungerende statsminister finder frem til, hvilken regering, der bør udpeges ved hjælp af netop kongerunden, men det har været praksis i over 100 år.
Ved kongerunden indkaldes alle partilederne af de partier, der har mandater i Folketinget til et møde med kongen. De afgiver her deres råd om, hvem der bør udpeges til forhandlingsleder, ofte benævnt kongelig undersøger. Partilederne giver også ofte andre råd bl.a. om en eventuel regerings sammensætning eller fremtidige politik. Disse råd udgør forslagene til den kongelige undersøgers forhandlingsmandat. Den person, som oftest en partileder, som flest mandater herigennem peger på, udpeges herefter til kongelig undersøger. Den kongelige undersøger er som regel også kandidaten til at blive fremtidig statsminister under den nye regering. Den kongelige undersøger skal herefter forsøge gennem forhandlingsmandatet, men også evt. udenfor dette, da dette ikke er bindende, at finde frem til en mulig regeringssammensætning, der ikke vil have et flertal imod sig. Det hænder, at dette ikke lykkes i første forsøg, og der har været helt op til fire kongerunder, før en regering er blevet fundet. Det er dog aldrig hændt, at der ikke er blevet fundet en regering. Hvis forhandlingerne fører til en statsministerkandidat, der ikke vil få et flertal imod sig, så kan denne kandidat blive statsminister og udpege sine ministre.

## I andre lande
En undersøger har to opgaver. Som informateur skal han eller hun undersøge hvilke partier, der kan samarbejde med hinanden. Som formateur skal han eller hun forberede dannelsen af en regering.

### Informateur
Statsoverhovedet kan udpege en informateur efter nyvalg til parlamentet eller ved andre regeringskriser. Informatoren (rådgiveren) skal på Statsoverhovedets vegne undersøge samarbejdsmulighederne mellem partierne. Derved undgår statsoverhovedet at blive indblandet i en tvist mellem partierne.
Der er brug for informatorer (rådgivere) i lande, hvor intet parti har flertal i parlamentet. I Danmark er det kongen, der udpeger den kongelige undersøger. I Belgien og Holland er det kongen, og i Luxembourg er det storhertugen, der udpeger undersøgeren. I Tjekkiet og Israel er det præsidenten, der udpeger undersøgeren.

### Formateur
Formateuren leder forhandlingerne om regeringsdannelsen. Formateuren undersøger hvilken politik en regering vil føre, dvs., at han eller hun forbereder et regeringsgrundlag. Formateuren undersøger også personspørgsmål. Han eller hun kommer med forslag til hvem, der skal være statsminister og kan også foreslå kandidater til andre ministerposter.